# منتخب كوستاريكا لكرة السلة
منتخب كوستاريكا لكرة السلة (بالإسبانية: Selección de baloncesto de Costa Rica)‏ هو ممثل كوستاريكا الرسمي في المنافسات الدولية في كرة السلة .